# Per Frandsen
Per Frandsen (* 6. Februar 1970 in Kopenhagen) ist ein ehemaliger dänischer Fußballspieler.

## Karriere

### Verein
Frandsens Profilaufbahn begann beim Boldklubben 1903 in seiner Heimatstadt Kopenhagen, wo er 1990 in 25 Erstligaspielen zum Einsatz kam. Schon mit 20 Jahren ging der offensive Mittelfeldspieler aber ins Ausland; in der französischen Division 1 spielte er von 1990 bis 1994 beim Lille OSC. In diesen vier Jahren avancierte er zum Stammspieler und erzielte 19 Tore in 109 Ligaspielen.
Zur Saison 1994/95 zog es ihn zurück nach Dänemark; bei seinem mittlerweile zum FC Kopenhagen fusionierten ehemaligen Verein spielte er zwei Saisons, ehe er in England bei den Bolton Wanderers seine fußballerische Heimat fand. In der ersten Spielzeit konnte er mit den Trotters den Aufstieg in die Premier League feiern, zu dem er mit fünf Toren in 41 Spielen beitrug. Am Ende der Saison 1997/98 stand jedoch der erneute Abstieg. Nach einer weiteren Spielzeit in der First Division wechselte Frandsen während der Saison 1999/2000 zum Ligarivalen Blackburn Rovers, kehrte aber nach dieser Spielzeit nach Bolton zurück. Er führte das Team in der Saison 2000/01 erneut in die Premier League, in der Bolton zunächst in den unteren Tabellenregionen zuhause war, am Ende der Saison 2003/04 jedoch überraschend Achter wurde.
Zur Saison 2004/05 wechselte Frandsen zu Wigan Athletic, für die er noch neunmal in der Football League Championship antrat, ehe er Anfang des Jahres 2005 seine Karriere nach einer Verletzung beendete.

### Nationalmannschaft
Frandsens internationale Karriere in der dänischen U-19-Nationalmannschaft begann am 28. April 1987 mit einem 1:1 in der EM-Qualifikation gegen die Altersgenossen aus Island; fünfmal kam er in der U-19 in jenem Jahr zum Einsatz. Von 1989 bis 1992 spielte er in der U-21-Nationalmannschaft, die das Halbfinale der EM 1992 erreichte. Anschließend war er auch im Kader des Teams bei den Olympischen Spielen. Insgesamt kam er auf 21 Einsätze in der dänischen U-21, dabei erzielte er acht Tore.
Schon am 30. Mai 1990 hatte ihn Nationaltrainer Richard Møller Nielsen erstmals in der A-Nationalmannschaft eingesetzt. Im Gelsenkirchener Parkstadion kam er nach einer Einwechslung für Jan Bartram bei einer 0:1-Niederlage gegen die DFB-Elf zu einem Kurzeinsatz von zehn Minuten. Zwei weitere Male wurde er 1990 und 1991 von Møller Nielsen als Einwechselspieler eingesetzt, ehe Frandsens Länderspielkarriere bereits beendet schien. Doch mehr als fünf Jahre später, als er bereits in England spielte, ermöglichte ihm Trainer Bo Johansson ein Comeback. Frandsen stand am 9. November 1996 mit der Nummer acht in der Anfangsformation beim Freundschaftsspiel gegen Frankreich. Anschließend spielte er auch in der WM-Qualifikation, wurde 1998 in den dänischen WM-Kader berufen und kam in Frankreich zu zwei Kurzeinsätzen gegen Saudi-Arabien und im Achtelfinale gegen Nigeria.
Nachdem er auch in den folgenden Jahren zum erweiterten Kader gehörte und zu weiteren Einsätzen in Freundschafts- und Qualifikationsspielen zu den folgenden Europa- und Weltmeisterschaften gehörte, wurde er jedoch weder für die EM in den Niederlanden und Belgien noch für die WM in Japan und Südkorea ins Aufgebot berufen. Sein letztes Match für Danish Dynamite machte er am 2. April 2003 in der EM-Qualifikation bei der 0:2-Niederlage gegen Bosnien-Herzegowina. Ein Tor konnte er in keinem seiner 23 A-Länderspiele erzielen.